# Barry Ogalue
Barry Alejandro Ogalue Chinedu (Sacramento, California , USA; 8 de junio de 1994) más conocido como Barry Ogalue o Barry Chinedu es un jugador de baloncesto estadounidense con nacionalidad nigeriana y pasaporte mexicano. Con 1,96 metros de altura juega en la posiciones de escolta y alero. Actualmente forma parte de la plantilla del ZTE Real Canoe de la Liga LEB Oro.

## Trayectoria
Inició su carrera estudiantil en Laguna Creek High School del 2013 hasta 2016, año en el que ingresa en la Universidad Estatal de California, Long Beach para jugar con los Long Beach State 49ers durante dos temporadas.
Tras no ser drafteado en 2018, debutaría como profesional en las filas del Cojute de Cuscatlán en la Liga Salvadoreña, promediando 34 minutos por partido con 21 puntos, 6 rebotes y 7 asistencias.
En la temporada 2018-19 llegaría a México, en concreto al Soles de Mexicali de la Liga Nacional de Baloncesto Profesional de México, a las órdenes del técnico español Iván Déniz, y posteriormente jugaría en el Correcaminos de la Universidad Autónoma de Tamaulipas, participando en un total de 35 partidos con promedios de 7 puntos y 2.23 rebotes en casi 13 minutos por encuentro.
En marzo de 2019, disputó el Circuito de Baloncesto de la Costa del Pacífico (CIBACOPA) con Caballeros de Culiacán, con buenos dividendos.
En la temporada 2019-2020, firma por el Santos de San Luis de la Liga Nacional de Baloncesto Profesional de México.
El 29 de enero de 2021, llega a España para jugar en las filas del club castellonense Mi Arquitecto CB Benicarló de la Liga LEB Plata 2020-21, con el que disputó 3 partidos.
El 26 de febrero de 2021, se convierte en jugador del ZTE Real Canoe de la Liga LEB Oro.